# Jhon Jairo Velásquez
Artikeln följer den spanska namnseden; faderns efternamn är Velásquez och moderns efternamn Vásquez.

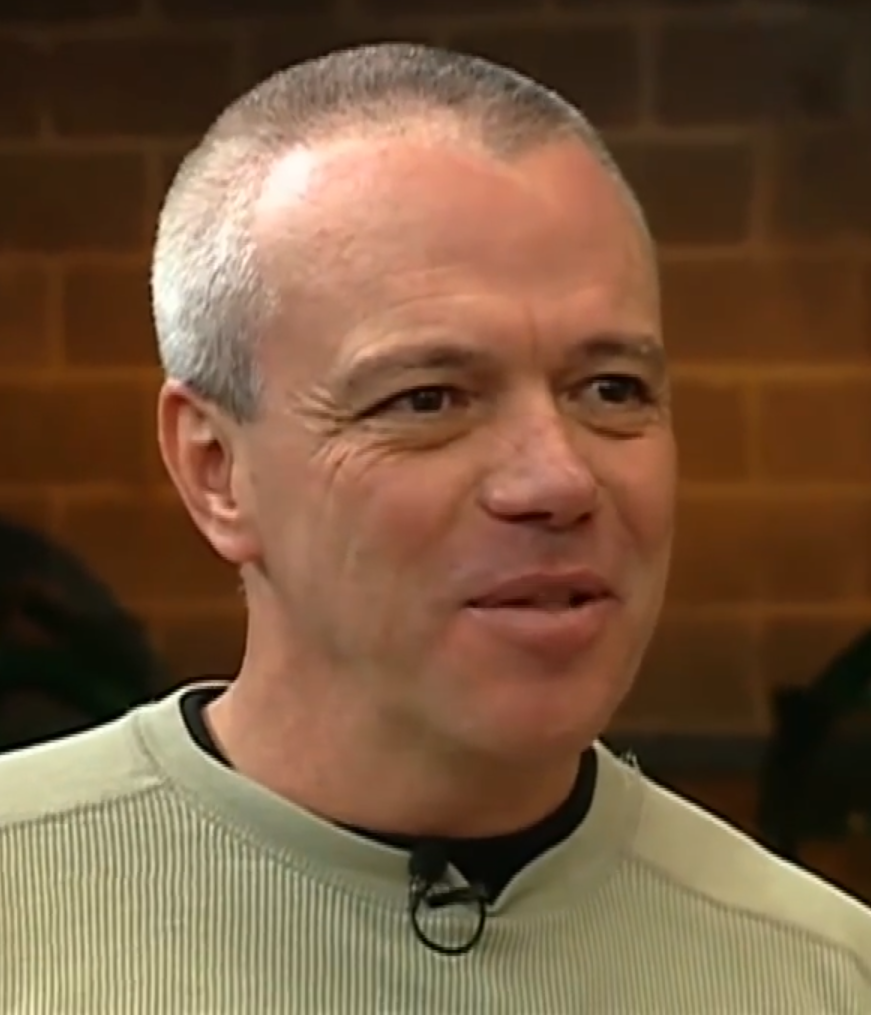
Jhon Jairo Velásquez, 2014.

Jhon Jairo Velásquez Vásquez, kallades Popeye, född 15 april 1962 i Yarumal i Antioquia, död 6 februari 2020 i Bogotá i Distrito Capital de Bogota, var en colombiansk yrkesmördare som utförde dåd åt främst Medellínkartellen och dess ledare Pablo Escobar.
Han erkände att han bland annat mördade fler än 300 människor personligen och varit mellanhand till ytterligare 3 000 mord men detta har inte kunnat bekräftas; kidnappat politikern Andrés Pastrana Arango, som då var borgmästare i Bogotá och senare Colombias president samt officiellt mördat presidentkandidaten Luis Carlos Galán. Velásquez hävdade också att han hade varit delaktig vid bombningen av passagerarflygplanet Avianca Flight 203 där en väskbomb briserade under flygning och där 110 personer omkom, 107 i flygplanet och tre som befann sig på marken och träffades av flygplansdelar. Attentatet hade beordrats av Escobar och planerats av paramilitären Carlos Castaño Gil, i syfte att döda presidentkandidaten César Gaviria men Gaviria hade i sista stund avstått från att flyga. Den enda som blev dömd för attentatet var dock Velásquezs kollega Dandeny Muñoz Mosquera, en annan av Medellínkartellens torpeder. Innan han blev yrkesmördare, tjänstgjorde Velásquez i Colombias flotta.
Mellan 1992 och 2014 satt han i fängelse för bland annat terrorism, narkotikahandel, utpressning och mord. 2018 blev Velásquez dömd återigen för utpressning och fick fängelse, han var där fram tills den 31 december 2019 när han blev överförd till sjukhus för att behandla magsäckscancer som hade uppkommit. Han avled den 6 februari 2020 av cancern.